# 봄날은 간다 (영화)
《봄날은 간다》(영어: One Fine Springday)는 2001년 개봉한 대한민국의 영화이다.
《8월의 크리스마스》를 만든 허진호 감독의 두 번째 작품이며, 이영애, 유지태가 주연을 맡았다.

## 줄거리
사운드 엔지니어인 '상우'(유지태 분)는 지방방송국 라디오 프로그램 프로듀서인 '은수'(이영애 분)와 업무차 만나게 된다. 둘은 강원도의 이곳저곳을 돌아다니며 소리를 채집하게 되고, 녹음된 소리가 늘어나는 것처럼 둘의 사랑도 싹트게 된다. 하지만 이혼의 아픔을 간직한 '은수'는 순수한 '상우'의 사랑이 부담으로 다가오게 되고 이내 결별을 선언한다. '상우'는 이별의 아픔을 일상에서 감내해 가고 '은수'는 새로운 사랑을 시작하는데...

## 등장인물
- 유지태 : 상우 역
- 이영애 : 은수 역
- 백성희 : 할머니 역
- 박인환 : 아버지 역
- 신신애 : 고모 역
- 백종학 : 초대손님 역
- 손영순 : 작은 할머니 역
- 이문식 : 녹음실 선배 역
- 박준서 : 상우 친구 택시기사 정국 역
- 강화순 : 대발 할머니 역
- 김형수 : 아라리 할아버지 역
- 신월선 : 아라리 할머니 역
- 김미경 : 밴드부 선생님 역
- 엄효섭 : 순경 1 역
- 이범수 : 순경 2 역
- 안정현 : 성우 1 역
- 주현영 : 성우 2 역
- 우상권 : 녹음실 직원 역
- 권희영 : 녹음실 직원 역
- 김태진 : 동승 역

## 음악
- 음악감독은 조성우가 담당했다. 영화와 동명인 곡 〈봄날은 간다〉는 자우림의 김윤아가 노래했다.
- 또한, 이 영화 중반부에 흐르는 곡인 〈언젠가 우리 다시 만나면〉은 유희열이 작사 및 작곡을 한 토이의 곡이며, 5집 앨범에 수록되어 있다. 보컬은 김연우이다.

## 참고 사항
- 은수 역의 이영애는 해당 영화 때문에 KBS 2TV 명성황후 캐스팅[2] 제의를 고사했는데 이 드라마와 똑같은 정통 사극인 KBS 1TV 태조 왕건, KBS 2TV 장희빈 캐스팅 물망[3][4]에 한때 거론된 바 있었다.

## 수상내역
- 2001년 제21회 《청룡영화상》 최우수 작품상
- 2001년 제1회 《부산영화평론가협회상》 최우수 작품상
- 2001년 제1회 《부산영화평론가협회상》 감독상 허진호
- 2001년 제1회 《부산영화평론가협회상》 여우주연상 이영애
- 2001년 제21회 《한국영화평론가협회상》 최우수 작품상
- 2001년 제21회 《한국영화평론가협회상》 촬영상 김형구

## 같이 보기
- 봄날은 간다 사운드트랙